# John Costigan
Pour les articles homonymes, voir Costigan.
John Costigan (1835-1916) est un juge et un homme politique canadien du Nouveau-Brunswick.

## Biographie
John Costigan naît le 1er février 1835 à Saint-Nicolas, au Bas-Canada d'un père et d'une mère irlandais, tout juste arrivés au Canada en 1830. Toutefois, c'est au Nouveau-Brunswick, à Grand-Sault, que le jeune Costigan est élevé, son père y ayant déménagé pour raisons professionnelles.
Il entreprend une carrière de juge mais démissionne en 1861 lorsqu'il est élu à l'Assemblée législative du Nouveau-Brunswick comme député conservateur de la circonscription de Victoria.
Il se lance ensuite en politique fédérale en étant élu député libéral-conservateur de la circonscription de Victoria le 20 septembre 1867. Il est réélu 7 fois consécutivement sous la même étiquette, puis deux fois en tant que libéral, pour finalement démissionner afin d'être nommé sénateur le 15 janvier 1907 sur avis de Wilfrid Laurier.
Toujours en fonction, il meurt le 29 septembre 1916 à Ottawa mais est inhumé à Grand-Sault, au Nouveau-Brunswick.